# 張成福
張成福（？—1704年），字天益，大名府長垣縣人，明朝、南明軍事人物。

## 生平
張成福個性沉著堅毅，充滿謀略，孔有德造反時，他集合曹州和濮州的數千名壯士人，軍隊東行解圍登州與萊州，收復黃縣後獲授守備；收復平度後改任都司僉書，抓拿九營十八寨盜賊首領秦老章、張三胖等。敵寇破關回歸，急於渡河，張成福沿河設防，令賊人不敢渡河；又接濟河南士民到河北，盡量讓他們得到居所。
崇禎十三年（1640年）饑荒，人民大多依附流寇，地方殘破。張成福帶領千多名壯士在紙坊集打敗流寇，流寇就率十五萬屯駐孟大夫集，惠登相連夜斬殺渠帥陳德等萬人，餘下民眾散去，河北平定。劉澤清命令屠曹州城，他堅持不可以，亦因擒拿李青山功勞陞曹營遊擊，擢官參將，鎮守曹州、濮州，再升為報國營副總兵。北京失陷，李自成令李伯元來到，諸生李如綜作內應，道士宋朝相得授都尉，他聯合中軍張畧、郜獻珂起義斬宋朝相，擒獲李伯元，俘虜山東敵方置吏，開拓土地。
弘光帝繼位，張成福奉命迎接鄒太后，晉右柱國、左都督支援河北、山東總兵。後來他駐守徐州，與弟弟張成祿、張成祚投降清朝，而李如琮被清兵執殺。他投降後，帶領清兵平定滿家洞、郭家樓、牛王廟、莊子祠的義師，到康熙四十三年（1704年）去世，在曹州府名宦祠祭祀。

## 引用
1. 1 2  錢海岳《南明史·卷三十九·列傳第十五》：張成福，字天益，長垣人。沈毅偉岸，多智畧。孔有德反，集曹、濮壯士數千人，鼓行東解登、萊圍。復黃縣，授守備。復平度，遷都司僉書，禽九營十八寨盜首秦老章、張三胖等。寇破關歸，窺渡急，成福沿汛設防，不敢渡。又濟河南士民之河北，悉得其所。
2. ↑  錢海岳《南明史·卷三十九·列傳第十五》：崇禎十三年，大饑，民多附寇，所在殘破。成福以壯士千餘，破寇數萬紙坊集。寇復以眾十五萬屯孟大夫集，（惠）登相乘夜進斬渠陳德等萬人，餘眾皆散，河北平。劉澤清命屠曹州，力持不可，以禽李青山功，陞曹營遊擊，擢參將，鎮曹、濮，晉報國營副總兵。北京陷，令李伯元至，諸生李如綜內應，與道士宋朝相皆授都尉，成福合中軍張畧與郜獻珂倡義斬朝相，禽伯元，盡俘山東置吏，拓地千里。
3. ↑  錢海岳《南明史·卷三十九·列傳第十五》：安宗立，奉命迎鄒太后，累晉右柱國、左都督援剿河北、山東總兵。後屯徐州，與弟成祿、成祚降於清。如琮亦為清執死。成福降後，引清兵平滿家洞、郭家樓、牛王廟、莊子祠義師。
4. ↑  《欽定大清一統志·卷一百四十五》：張成福，長垣人由布衣從戎，厯任曹州參将。值飢民附流宼焚掠，所在殘破。賊以數萬攻小宋集至紙房集，成福躬冒矢石，斬獲數千級。賊復攻破陸屯兩姚村朱堽寺等處，成福乘夜獲渠魁陳德等，河北遂平。事聞，授副将，旋擢河北山東縂兵官、左都督。康熙四十三年卒，祀曹州名宦祠。